# 砚山毛兰
砚山毛兰（学名：Eria yanshanensis）为兰科毛兰属下的一个种。

## 扩展阅读
- 維基物種上的相關：砚山毛兰